# Camellia pilosperma
Camellia pilosperma là một loài thực vật có hoa trong họ Theaceae. Loài này được S.Yun Liang mô tả khoa học đầu tiên năm 1979.